# Tipp-Ex
Tipp-Ex es una marca de líquido corrector y de otros productos relacionados, líder europeo de dicho producto y la décima marca más reconocida de Alemania. También fue el nombre de una empresa alemana, (Tipp-Ex GmbH & Co. KG), que producía artículos de la línea Tipp-Ex y fue tan popular que se convirtió en un término genérico para diversos productos correctores. 

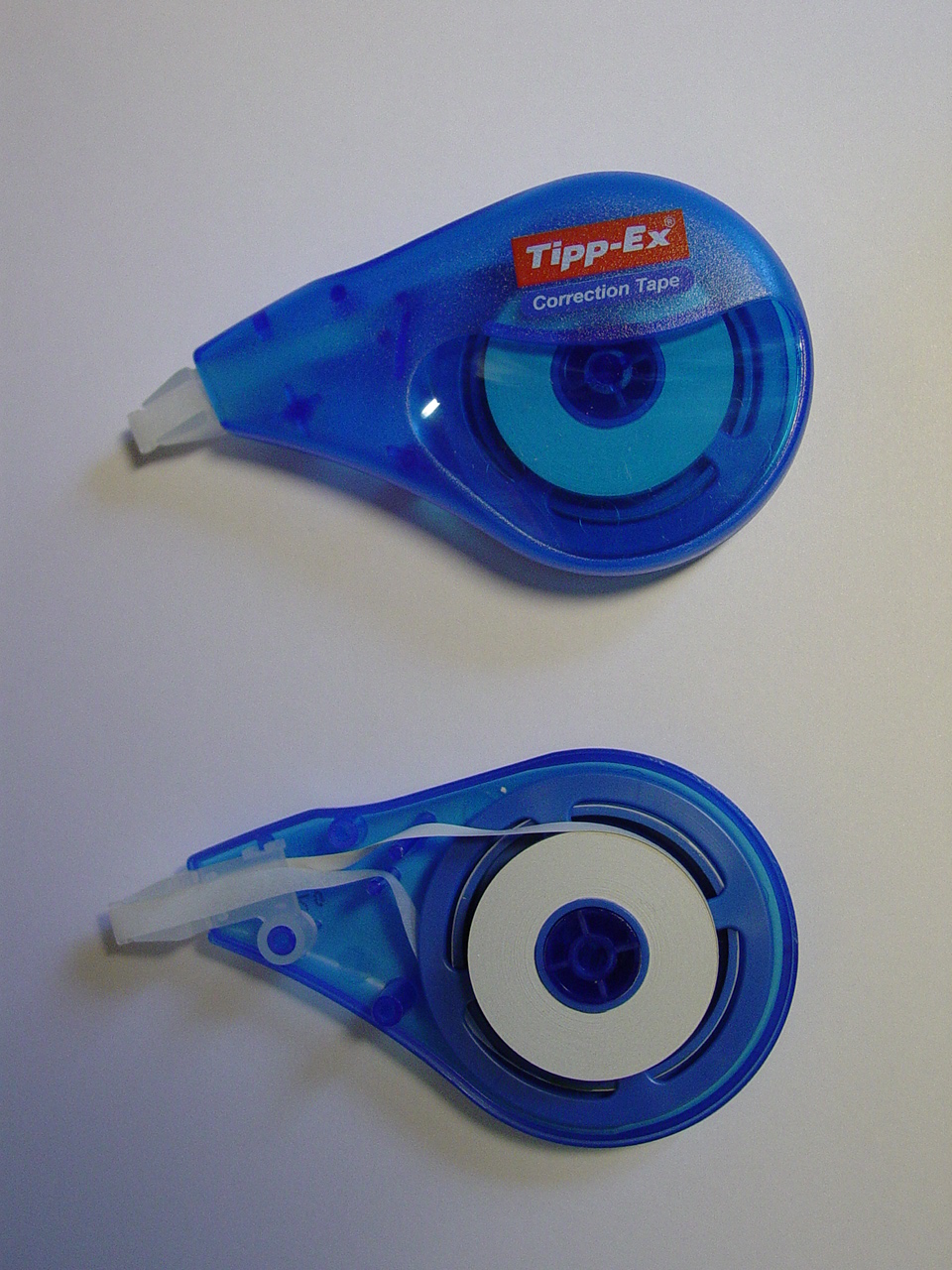
Una de las gammas de Tipp-Ex es el de cinta adhesiva.

## Historia
La empresa Tipp-Ex fue fundada en 1959, en Fráncfort del Meno, Alemania, por Otto Carls. Su primer producto fue un innovador corrector para máquinas de escribir. 
Como resultado de la invención de Tipp-Ex, se hizo posible borrar un error , al mecanografiar con una máquina de escribir; en la máquina de escribir se pulsa «Retroceso» a la letra que se quiere cambiar, el material de corrección se coloca delante de la cinta, y la letra mal escrita que se reescribe.
La demanda de este material creció muy rápidamente tanto a nivel alemán como internacional. En 1965, Tipp-Ex puso en marcha un líquido corrector y desarrolló rápidamente una amplia gama de líquidos de corrección para diferentes usos que se vendían en más de 150 países. En el año 1992, presentó su cinta de corrección, seguida en el año 1995, por la cinta Mickey Mouse de corrección. Y en 1997, la compañía francesa BIC adquirió el producto Tipp-Ex. 
La gama se amplió a gomas de borrar, y en el año 2003, un aplicador hecho de espuma se adaptó para los envases de líquidos de corrección.

## Uso

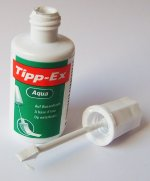
Bote de Tipp-Ex de pincel.

En el verano del 82, la Dirección de Educación Ayrshire (AEA) prohibió el uso de Tipp-Ex en todas sus escuelas, la razón dada era la posibilidad de que el disolvente 1,1,1-tricloroetano fuese inhalado por los niños como una droga. La decisión fue derogada seis meses después, tras las quejas de profesores, estudiantes y padres.